# Château de Labeau
Pour les articles homonymes, voir Labeau.
Le château Labeau est un manoir situé sur la commune de Saint-Simon, dans le département du Cantal (France).

## Description
Le château inclut un corps de logis rectangulaire avec une tour en escalier et une aile en appentis.

## Historique
- En 1333, une reconnaissance de Pierre Rigal nous apprend que Pierre de Tourtoulou était seigneur de Labeau.
- Antoinette du Cheylar, dame en partie de Labeau en 1508, a épousé N. Guy de Marcenat, seigneur de La Bastide à Saint-Simon. Devenue veuve en 1520, elle vend La Bastide avec l'accord de leur fils Jean de Marcenac.

### Famille de Labeau
- Selon Henri de Lalaubie, une famille de ce nom a possédé Labeau jusqu'à la fin du XVIIe siècle. On trouve un Géraud Labeau, seigneur de Faliès, père de Pierre Faliets qui épouse le 8 février 1571 Agnès de Tourdes, fille de Jean de Tourdes, seigneur de Velzic et de Gaillarde de Caissac[1].

### Famille Colinet de Labeau
C'est à partir du XVIIIe siècle que l'on connaît ceux qui ont fait construire le château actuel:
- Joseph Colinet (1695-1763), avocat au parlement, lieutenant-général au bailliage d'Auvergne, premier consul en 1738 et 1748, marié à Catherine d'Arche, est anobli par la charge de secrétaire du roi qu'il achète en 1751[2].
- Pierre-Joseph Colinet, sieur de Labeau (1726-1792), son fils, est lieutenant criminel au bailliage d'Aurillac, premier consul d'Aurillac en 1758. Il fait un riche mariage en 1764 avec Anne de Vigier d'Orcet, fille de Jacques-Antoine de Vigier, receveur des tailles, puis subdélégué de l'Intendant d'Auvergne, qui a fait construire l'hôtel d'Orcet (actuelle sous-préfecture de Mauriac). Il rachète aux Chabannes la châtellenie de Saint-Christophe, et meurt massacré à Aurillac par les révolutionnaires. Ils ont sept enfants, dont :
- François-Tousaint Colinet de Labeau (1771-1809), son fils, se marie en 1799 à Astaillac avec Marianne Roquet, fille de Jean-Mercure Roquet, seigneur d'Estresse et de Marguerite-Geneviève de Turenne, dont :
- Jacques-Antoine Colinet de Labeau (1803-1854) se marie en 1854 à Saint-Parthem avec Charlotte Delort, qui lui donne cinq enfants dont :
  - Léonie Colinet de Labeau (1829-1896), se marie avec Géraud Sclafer (1819-1882)
  - Eudoxie Colinet de Labeau (1832-1914), se marie le 11 octobre 1856 à Saint-Simon  avec Louis de Gaches de Venzac (1813-1882), fils de Pierre de Gaches de Venzac (1769-1825) receveur de l'enregistrement, propriétaire de Venzac à Mur-de-Barrez
  - Eugène Colinet de Labeau (1834-1888), officier de cavalerie, épouse en 1873 à Sousceyrac Léonie Verdal (1848-1895)
  - Joseph Colinet de Labeau (1838-1862), directeur des contributions directes, épouse en 1872 à Aurillac Gabrielle Fortet (1851-1906), fille d'Émile Fortet, propriétaire du château de Leybros à Saint-Paul-des-Landes, et d'Octavie Rames, dont descendance.

## Visites
Le château ne se visite pas.